# Pamětní desky na mostě na Jenerálce
Pamětní desky na mostě na Jenerálce v Dejvicích v Praze se nacházejí na mostě přes Šárecký potok východně od zámku Jenerálka. 
Jsou chráněny jako nemovitá kulturní památka České republiky.

## Historie
V roce 1831 vybudovali premonstráti most přes šárecký potok na cestě k zámku Jenerálka a umístili na něj pamětní desku. Most byl přestavěn, pamětní deska z původního mostu byla na nový most přenesena a doplněna o druhou desku z roku 1968.

## Popis
Dvě pamětní desky jsou vsazeny do krajních pilířů zábradlí nového mostu přes Šárecký potok.

### Deska I
Deska z roku 1831 je umístěna na západní straně mostu. Má latinský text (majuskule) a chronogram datující původní kamenný most:
```
„PONTEM HVNC/ STRUXIT NOBIS/ BENEDICTI/ ABBATIS SIONE/ LIBERALISÚ BENIGNITAS“
[
1
]
```

### Deska II
Deska z roku 1968 je umístěna na východní straně mostu. Má také majuskulní nápis a připomíná místo starého mostu:
```
„PONS ISTE NOVUS/ LOCO PONTIS VETERIS/UT BENE BONO PUBLICO/POSTERORUM SERVIRET/ NOVITER EX NOVO/ AEDIFICATUS EST“
[
1
]
```

## Galerie

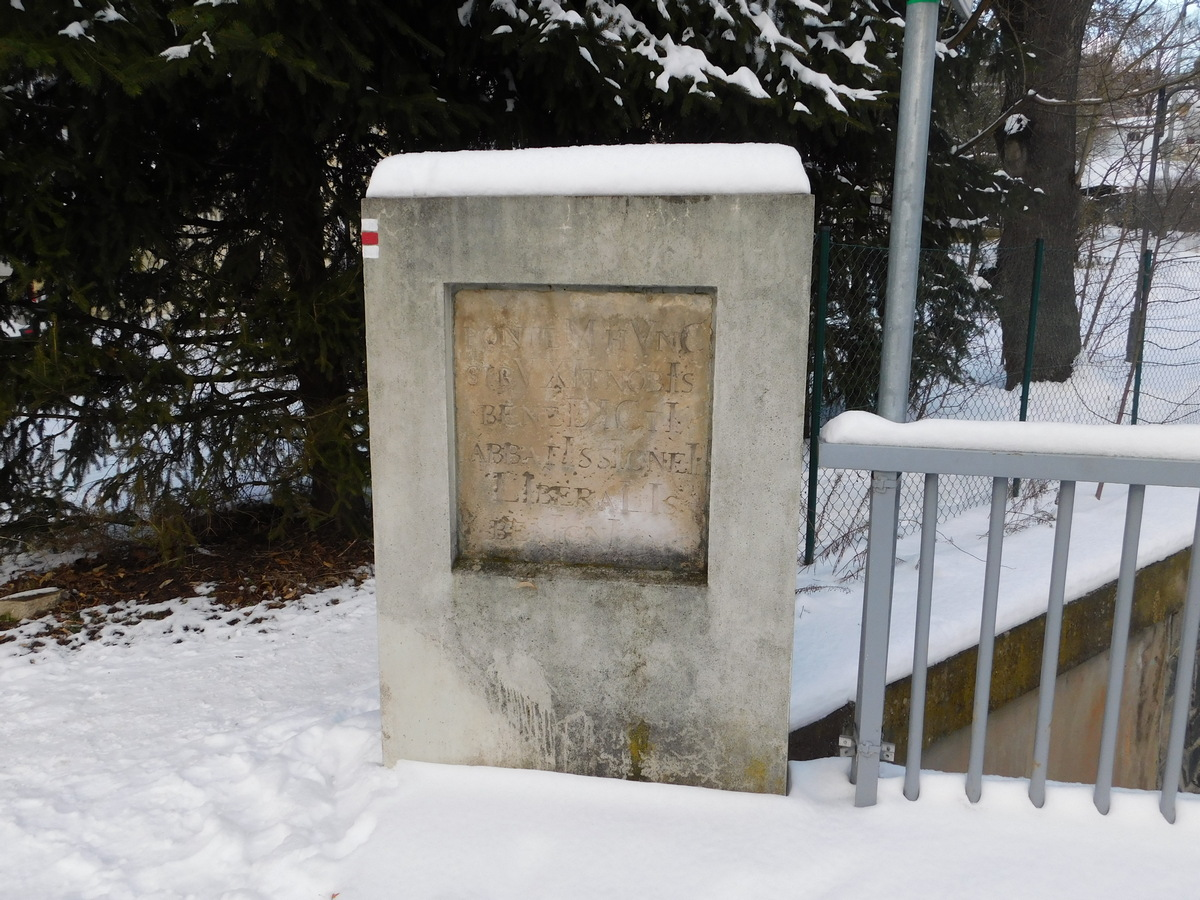
pamětní deska I. západní strana mostu
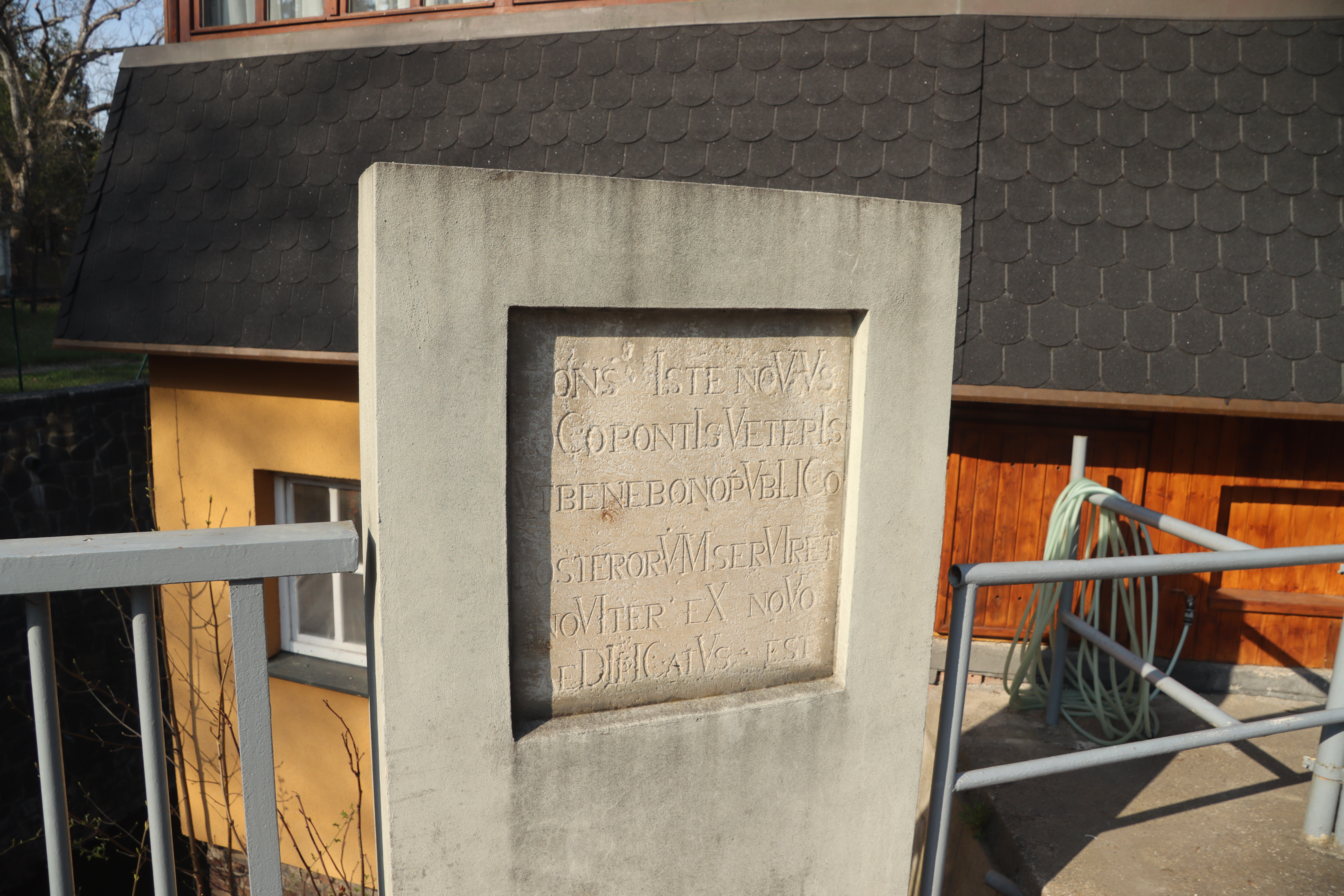
pamětní deska II. východní strana mostu